# Проспект Багратиона
Проспект Багратио́на (Северный дублёр Кутузовского проспекта) — улица в районах Дорогомилово, Фили-Давыдково, Кунцево и в Можайском районе Западного административного округа, а также в районе Пресненский Центрального административного округа города Москвы. Платная бессветофорная автомобильная дорога. Проходит от Третьего транспортного кольца до МКАД.

## Название
Проспект получил название 29 августа 2023 года в честь Петра Ивановича Багратиона — русского полководца, главнокомандующего 2-й Западной армией во время Отечественной войны 1812 года в связи с нахождением на западе Москвы среди улиц, названных в честь полководцев и героев войны 1812 года, и являясь дублёром самой крупной из них — Кутузовского проспекта. Наименование было выбрано путём голосования на сайте «Активный гражданин» в конце августа 2023 года: альтернативами победившему варианту были Одинцо́вское шоссе — по направлению на одноимённый город, а также Делово́й проспект — по направлению на деловой центр «Москва-Сити».

## Расположение
Проспект Багратиона берёт начало у Третьего транспортного кольца около делового центра «Москва-Сити» недалеко от пересечения Тестовской улицы и 1-го Красногвардейского проезда и проходит параллельно Белорусскому направлению Московской железной дороги к югу от него. Он переходит Москву-реку параллельно Белорусскому железнодорожному мосту, пересекая Шелепихинскую набережную и проектируемые проезды №№ 1033 и 1824.
Недалеко от станции метро «Парк Победы» дорогу пересекает улица Барклая. Затем проспект проходит над Минской улицей, за платформой Славянский бульвар над ним проходит старая трасса Рублёвского шоссе. В районе платформы Кунцевская магистраль по эстакаде переходит на северную сторону железной дороги, пересекая основную трассу Рублёвского шоссе, после чего параллельно дороге проходят улица Красных Зорь (южнее) и улица Ивана Франко (севернее).
За платформой Рабочий Посёлок магистраль проходит вдоль ж/д ветки на Усово, пересекая её и Северо-Западную хорду по эстакаде. Заканчивается на пересечении с МКАД на развязке с Молодогвардейской улицей, продолжаясь как Северный обход Одинцова.
Длина основного хода дороги составит 10 км (со съездами — 11 км). На всем протяжении трассы есть шесть полос для движения, кроме въезда в «Москва-Сити» — там обустроены четыре полосы.

## История
Появление северного и южного (проспекта Генерала Дорохова) дублёров Кутузовского проспекта должно способствовать его разгрузке.
Строительство дороги началось в сентябре 2018 года с возведения многоуровневой развязки на пересечении будущей магистрали с Шелепихинской набережной и Третьим транспортным кольцом. По словам руководителя департамента строительства Андрея Бочкарева, развязка обеспечит выезд транспорта с Северного дублёра Кутузовского проспекта на прилегающие участки дорог.
13 февраля 2019 года началась подготовка территории для строительства магистрали. Движение запущено 9 сентября 2023 года.

## Критика
В рамках подготовительных работ для сооружения дороги в декабре 2020 года начались работы по освобождению территории от части зелёных насаждений, входящих в состав яблоневого сада и рощи в районе парка Победы. Согласно первоначальным планам на месте зелёной зоны должен был быть построен пункт взимания платы за проезд по магистрали. Однако проект был изменён и от вырубки зелёных насаждений в этом месте решено было отказаться. 

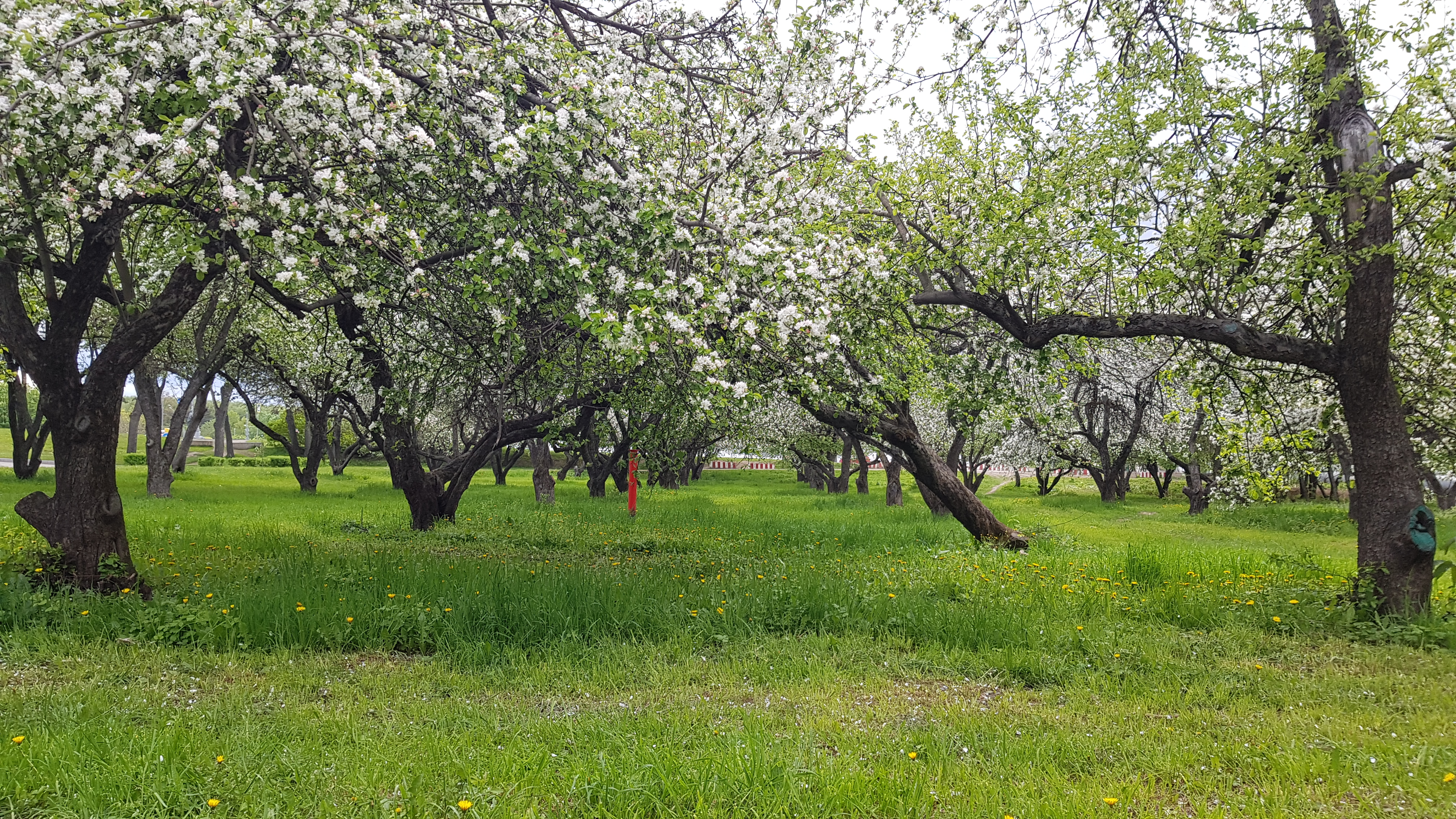
Разметка технической зоны инженерной коммуникации

### Стоимость проезда
Разовая стоимость проезда по проспекту для легкового автомобиля составляет 600 рублей; по транспондеру 416 рублей.

По словам Максима Ликсутова
Опыт проспекта Багратиона показал, что даже при высоких тарифах трасса востребованная. При этом есть альтернатива — Кутузовский проспект, нагрузка на который существенно снизилась после появления проспекта.